# Else Weber
Else Weber (* 31. März 1893 in Hamburg; † 25. Februar 1994 ebenda) war eine Malerin des expressiven Realismus in der Tradition der von Frankreich ausgehenden Avantgarde-Kunst. 

## Leben
Geboren als Else Rouwolf, wuchs sie in einer musisch aktiven, bürgerlichen Familie auf. Der Vater Richard Rouwolf war Oberlehrer, die Mutter Margarethe, geborene Briege, führte den Haushalt und war Chormitglied. Nach dem Ende der Schulzeit absolvierte sie eine Ausbildung zur Grundschullehrerin, übte diesen Beruf allerdings nicht lange aus, weil sie 1914 den Lehrer Hans Ulrich Weber heiratete. Verheirateten Frauen war es im Kaiserreich verboten, als Lehrerin zu arbeiten. 
1916 wurde sie Mutter eines Mädchens. Für den Hausgebrauch entwarf sie Möbelstücke. Seit ihrer Kindheit fertigte sie vor allem auf Reisen Skizzen an und setzte diese Gewohnheit als Erwachsene fort. Mit 30 Jahren malte sie ihr erstes Bild, ein Selbstporträt in Pastellkreide. Bei einem Abendessen lernte sie den renommierten Porträtmaler Rudolf Zeller kennen, der sie schließlich in seinem Atelier als Schülerin aufnahm.

## Künstlerische Ausbildung
Von 1923 bis 1928 durchlief Weber eine Ausbildung in Zellers Atelier. Diese  bestand vor allem aus Korrekturen und Unterweisung im formalen Bildaufbau. Da Farbgebung nicht zu Zellers Unterricht gehörte, bemühte sich Weber um Aufnahme in das Atelier von Karl Hofer in Berlin. Hofer, damals ein gefeierter Malerstar, lehnte sie mit der Begründung ab, dass er keine Schüler mehr aufnehme, und dass er nicht wisse, was sie noch von ihm lernen wolle. Weber beschloss daraufhin, sich auf eigene Faust anhand von Lehrbüchern, dem Besuch von Ausstellungen und Ausstellungskatalogen weiterzubilden.
Die erste Ausstellungsbeteiligung hatte die Künstlerin 1926 mit der damals von Ida Dehmel in Hamburg gegründeten GEDOK (Gemeinschaft deutscher und österreichischer Künstlerinnen-Vereine). In der Künstlerinnenvereinigung fand sie Kontakt zu der Malerin der Hamburger Sezession Gretchen Wohlwill und der Pianistin Lucy Brätsch-Wilkens. In der Wohnung von Lucy und dem Kunstförderer und Juwelier, Carl M. H. Wilkens fanden in den 1920er und Anfang der 1930er Jahre zahlreiche Künstlertreffen mit Beteiligung der Hamburger Avantgarde-Szene statt. 
Durch die regelmäßige Arbeit und die Auseinandersetzung mit anderen Künstlern und Künstlerinnen professionalisierte sich Else Weber und machte die Malerei zu ihrem Beruf. Sie wurde darin von Ehemann und Tochter unterstützt. Auch Reisen mit Frachtschiffen zu Studienzwecken sprengten nicht das Familienleben, sondern wurden durch die Mithilfe von Else Webers Freundin Grete Bünz, die sich um die Tochter kümmerte, toleriert.
1929 ging die Künstlerin für ein Jahr nach Paris und besuchte dort die Académie de la Grande Chaumière. Sie arbeitete dort nach Modellen, skizzierte und besuchte regelmäßig die Galerien des Louvre. Am Ende des Jahres reiste sie nach Antibes. Nach ihrer Rückkehr nach Hamburg boten sich ihr mehrere Ausstellungsbeteiligungen. Die renommierteste war die Beteiligung an der 10. Ausstellung der Hamburgischen Sezession, die sich als Elitevereinigung definierte. Von der Presse gefeiert wurde vor allem die mit den Resultaten der Pariser Zeit bestückte Einzelausstellung der Künstlerin im Kunstsalon Maria Kunde im heute noch bestehenden „Bieberhaus“ in der Nähe des Hamburger Hauptbahnhofes. 
In dieser Zeit entstanden Freundschaften mit den Sezessions-Malern Erich Hartmann und Arnold Fiedler, von dem Weber in späteren Jahren ein großes, farbintensives Porträt malen sollte.

## Werk

### Porträts
Else Webers künstlerische Anfänge lagen im Porträtfach, bei dem Porträtmaler Rudolf Zeller lernte sie das Handwerk. Aus dieser Zeit gibt es zahlreiche Gemälde von Modellen, vor allem von dem ständigen Modell Zellers „Fräulein Heitmüller“, aber auch ihren Lehrer und ihre Mitschülerinnen malte sie. Außerhalb des Lehr-Ateliers war ihre Tochter Sigrid das bevorzugte Modell. Daneben porträtierte sie Bekannte, Freundinnen und deren Kinder.
Das großformatige, farbintensive Bildnis ihrer Malkollegin und Freundin Gretchen Wohlwill entstand in deren Todesjahr 1962. Im selben Jahr malte sie das große Porträt ihres Ehemannes Hans Ulrich Weber. 1974 und 1975 entstanden die Bildnisse Lisa Fiedlers und ihres Ehemannes, des Malers Arnold Fiedler.

### Reisen
Ein wesentlicher Faktor von Webers Œuvre stellen die Reiseskizzen und die daraus entstandenen Gemälde dar. Zusammen mit ihrem Ehemann reiste sie nach Finnland und nach Leningrad. Sie unternahm allein zahlreiche Reisen auf preisgünstigen Frachtschiffen, etwa nach Griechenland und in die Türkei. Nähere Ziele bildeten die Insel Sylt sowie Dänemark. 

## NS-Diktatur und Krieg
Nach der Machtübernahme der Nationalsozialisten geriet die GEDOK unter politischen und physischen Druck. Das Büro am Jungfernstieg zerstörten gewalttätige SA-Schläger, die Vorsitzende und Gründerin Ida Dehmel wurde zum Rücktritt gezwungen, weil sie Jüdin war, und schließlich wurde die Künstlerinnenvereinigung am 20. April 1933 aufgelöst. Die Hamburgische Sezession löste sich nach politischen und wiederum auch körperlichen Angriffen gegen Mitglieder selbst auf. Erste Künstlerkollegen emigrierten, Ende der 1930er Jahre auch Arnold Fiedler.
Viele von denen, die geblieben sind, mussten mit schikanöser Behandlung wie Atelierdurchsuchungen, Ausstellungsverboten und Missachtung rechnen. Trotz ihres modernen, von der französischen Avantgarde-Kunst beeinflussten Malstils, blieb Else Weber von solchen Anfeindungen verschont. Sie hielt sich bedeckt und bemühte sich nicht um Ausstellungen. Finanziell war sie durch den Beruf ihres Ehemanns abgesichert. Die unangenehmen Realitäten wollte sie nicht wahrnehmen. 
Während der Kriegsjahre ließ sie sich vom Reisen nicht abhalten. So verbrachte sie in den Sommern von 1941 und 1942 einige Wochen in Tirol. 1944 reiste sie nochmals nach Tirol, wo sie länger als geplant bleiben sollte, denn in den letzten Kriegsmonaten durfte keiner mehr seinen jeweiligen Aufenthaltsort verlassen.

## Bundesrepublik Deutschland
Nach Ende des Zweiten Weltkrieges  entwickelte sich eine Freundschaft zu der Hamburger Malerin Gabriele Schweitzer-Daube, 1954 und 1956 reisten die beiden gemeinsam auf die Insel Elba und nach Paris. Weiterhin war das Reisen die wichtigste Inspirationsquelle der Künstlerin. Allein und mit Ehemann unternahm sie Reisen zu ihrer Schwester nach Würzburg, auf die Nordseeinseln, nach Holland, Dänemark und ins Tessin. Die Künstlerin wurde wieder zu den Ausstellungen der neu gegründeten GEDOK und der Hamburger Künstlerschaft sowie weiteren Gruppenausstellungen eingeladen. 
Künstlerisch setzte sie sich mit den mittlerweile klassischen modernen Künstlern wie Georges Braque und Henri Matisse, Vincent van Gogh, Edvard Munch und der damals noch weniger bekannten Paula Modersohn-Becker auseinander, aber auch mit dem Briten Ben Nicholson. Die alten Meister waren jedoch auch Ziel ihrer Studien.                
Mit beinahe 90 Jahren beschloss Else Weber, auf das Reisen zu verzichten und gab auch die Malerei auf. Im Alter von 100 Jahren, am 25. Februar 1994, starb sie in Hamburg. Else Weber war Mitglied der Hamburgischen Künstlerschaft.

## Ausstellungen (Auswahl)

### Ausstellungsbeteiligungen
- 1926 – Gründungsausstellung der GEDOK, Hamburg
- 1931 – 10. Ausstellung der Hamburger Sezession, Kunstverein in Hamburg
- 1931 – Frauen von Frauen gemalt, Ausstellung der GEDOK im Kunstverein in Hamburg
- 1937 – Frühjahrsausstellung Hamburger Künstler. Malerei Graphik, Plastik, Kunstverein in Hamburg
- 1938 – Hamburger Künstler, Kunstverein in Hamburg
- 1948 – Bildende Künstlerinnen im  ’Deutschen Lyceum Club’, Ortsgruppe Hamburg, Museum für Völkerkunde, Hamburg
- 1956 – Frühjahrsausstellung der Vereinigung Bildender Künstlerinnen e.V., Museum für Völkerkunde, Hamburg
- 1957 – Malerei der Frauen, Ausstellung der GEDOK, Thalia Theater, Hamburg
- 1964 – GEDOK, Künstlerinnen des Bundesgebietes, Kunsthaus Hamburg
- 1970 – Fünfzig Jahre Hamburgische Künstlerschaft e.V., Kunsthaus Hamburg
- 1986 – Gegenlicht. 60 Jahre GEDOK, Staatliche Kunsthalle Berlin
- 1990 – Hamburger Künstlerinnen 1900 bis 1930, Galerie Herold, Hamburg
- 2005 – Ausstellungspremiere. Das Forum für Nachlässe von Künstlerinnen und Künstlern präsentiert Werke von elf Künstlerinnen und Künstlern, Künstlerhaus Sootbörn, Hamburg

### Einzelausstellungen
- 1984 – Zum 90. Geburtstag von Else Weber, GEDOK-Galerie, Hamburg
- 2006 – Else Weber (1893–1994). Eine Hamburger Malerin. Retrospektive, Forum für Nachlässe von Künstlerinnen und Künstlern e.V., Künstlerhaus Sootbörn, Hamburg
- 2009 – Else Weber: Leben einer Künstlerin. Altonaer Museum, 17. Februar bis 10. Mai 2009